# Sławków
Sławków là một thị trấn thuộc huyện Będziński, tỉnh Śląskie ở nam Ba Lan. Thị trấn có diện tích 37 km². Đến ngày 1 tháng 1 năm 2011, dân số của thị trấn là 6945 người và mật độ 189 người/km².